# Campionato europeo femminile under 17 di calcio 2023
Il Campionato europeo femminile under 17 di calcio 2023 è stata la quattordicesima edizione del torneo che, organizzato con cadenza annuale dall'Union of European Football Associations (UEFA), è riservato alle rappresentative nazionali di calcio femminile dell'Europa le cui squadre sono formate da atlete al di sotto dei 17 anni d'età, in questo caso dopo il 1º gennaio 2006.
Il torneo è stato vinto dalla Francia, al suo primo successo storico, che in finale ha battuto la Spagna 3-2.

## Qualificazioni

### Squadre qualificate
La seguente tabella riporta le otto nazionali qualificate per la fase finale del torneo:
| Nazionale   | Metodo di qualificazione         | fasi finali disputate | Ultima qualificazione | Migliore risultato nel torneo                             |
| ----------- | -------------------------------- | --------------------- | --------------------- | --------------------------------------------------------- |
| Estonia     | Ospitante                        | 1                     | -                     | Debutto                                                   |
| Polonia     | Vincitrice Fase élite, gruppo A1 | 3                     | 2018                  | Campione (2013)                                           |
| Inghilterra | Vincitrice Fase élite, gruppo A2 | 8                     | 2019                  | 3º posto (2016)                                           |
| Germania    | Vincitrice Fase élite, gruppo A3 | 13                    | 2022                  | Campione (2008, 2009, 2012, 2014, 2016, 2017, 2019, 2022) |
| Svizzera    | Vincitrice Fase élite, gruppo A4 | 3                     | 2015                  | 2º posto (2015)                                           |
| Francia     | Vincitrice Fase élite, gruppo A5 | 9                     | 2022                  | 2º posto (2008, 2011, 2012)                               |
| Spagna      | Vincitrice Fase élite, gruppo A6 | 12                    | 2022                  | Campione (2010, 2011, 2015, 2018)                         |
| Svezia      | Vincitrice Fase élite, gruppo A7 | 2                     | 2013                  | 2º posto (2013)                                           |

## Fase a gironi
Si qualificano alla fase ad eliminazione diretta le prime due classificate di ciascuno dei due gruppi.
In caso di parità di punti tra due o più squadre di uno stesso gruppo, le posizioni in classifica verranno determinate prendendo in considerazione, nell'ordine, i seguenti criteri:
1. maggiore numero di punti negli scontri diretti tra le squadre interessate (classifica avulsa);
2. migliore differenza reti negli scontri diretti tra le squadre interessate (classifica avulsa);
3. maggiore numero di reti segnate negli scontri diretti tra le squadre interessate (classifica avulsa);
4. se, dopo aver applicato i criteri dall'1 al 3, ci sono squadre ancora in parità di punti, i criteri dall'1 al 3 si riapplicano alle sole squadre in questione. Se continua a persistere la parità, si procede con i criteri dal 5 al 9;
5. migliore differenza reti;
6. maggiore numero di reti segnate;
7. tiri di rigore se le due squadre sono a parità di punti al termine dell'ultima giornata;
8. classifica del fair play;
9. sorteggio.

### Gruppo A
| Pos. | Squadra  | Pt | G | V | N | P | GF | GS | DR  |
| ---- | -------- | -- | - | - | - | - | -- | -- | --- |
| 1.   | Spagna   | 9  | 3 | 3 | 0 | 0 | 11 | 0  | +11 |
| 2.   | Svizzera | 6  | 3 | 2 | 0 | 1 | 6  | 4  | +2  |
| 3.   | Germania | 3  | 3 | 1 | 0 | 2 | 6  | 4  | +2  |
| 4.   | Estonia  | 0  | 3 | 0 | 0 | 3 | 0  | 15 | -15 |

#### Risultati
| Arbitro: | Minka Vekkeli |

|  |           |               |
|  | Marcatori | 1’, 58’ López |

| Arbitro: | Emanuela Rusta |

|  |           |                                                  |
|  | Marcatori | 39’ Egli 60’ Pfister 77’ Klingenstein 89’ Widmer |

| Arbitro: | Anahí Fernández |

|  |           |                                                                         |
|  | Marcatori | 6’ Merino Gonzalez 39’ Portella 45’ Walheim 83’ Boboy 88’ (rig.) Scholz |

| Arbitro: | Deborah Bianchi |

|                   |           |  |
| Cris 7’, 10’, 45’ | Marcatori |  |

| Arbitro: | Ana Maria Terteleac |

|                                                             |           |  |
| Marisa 9’, 41’, 89’ Cubo 48’ Vázquez 63’ Cerrato 79’ (rig.) | Marcatori |  |

| Arbitro: | Kristina Gerogieva |

|                            |           |                     |
| Beney 37’ Ivelj 71’ (rig.) | Marcatori | 60’ Merino Gonzalez |

### Gruppo B
| Pos. | Squadra     | Pt | G | V | N | P | GF | GS | DR  |
| ---- | ----------- | -- | - | - | - | - | -- | -- | --- |
| 1.   | Francia     | 7  | 3 | 2 | 1 | 0 | 7  | 1  | +6  |
| 2.   | Inghilterra | 7  | 3 | 2 | 1 | 0 | 6  | 3  | +3  |
| 3.   | Polonia     | 3  | 3 | 1 | 0 | 2 | 7  | 5  | +2  |
| 4.   | Svezia      | 0  | 3 | 0 | 0 | 3 | 1  | 12 | -11 |

#### Risultati
| Arbitro: | Kristina Georgieva |

|                  |           |                 |
| Agyemang 4’, 22’ | Marcatori | 90+2’ Krupowska |

| Arbitro: | Anahí Fernández |

|  |           |                                    |
|  | Marcatori | 53’ Joseph 73’ Autin 75’ Effa Effa |

| Arbitro: | Ana Maria Terteleac |

|  |           |                                        |
|  | Marcatori | 37’ Joseph 70’ N. Traoré 84’ Ma. Mendy |

| Arbitro: | Emanuela Rusta |

|                 |           |                             |
| Reid 26’ (aut.) | Marcatori | 12’, 49’ Agyemang 73’ Baker |

| Arbitro: | Deborah Bianchi |

|                                                                  |           |  |
| Grzywińska 19’, 55’, 74’ Jagodzińska 44’ Witek 49’ Witkowska 68’ | Marcatori |  |

| Arbitro: | Minka Vekkeli |

|               |           |          |
| Effa Effa 76’ | Marcatori | 44’ Ward |

## Fase a eliminazione diretta

### Tabellone
|  | Semifinali | Semifinali  | Semifinali |         |    | Finale | Finale | Finale |  |
|  |            |             |            |         |    |        |        |        |  |
|  | A1         | Spagna      | 3          |         |    |        |        |        |  |
|  | A1         | Spagna      | 3          |         |    |        |        |        |  |
|  | B2         | Inghilterra | 1          |         |    |        |        |        |  |
|  | B2         | Inghilterra | 1          |         | A1 | Spagna | 2      |        |  |
|  |            |             |            |         | A1 | Spagna | 2      |        |  |
|  |            |             | B1         | Francia | 3  |        |        |        |  |
|  | B1         | Francia     | B1         | Francia | 3  | 10     |        |        |  |
|  | B1         | Francia     |            |         |    |        |        |        |  |
|  | A2         | Svizzera    | 2          |         |    |        |        |        |  |

### Semifinali
| Arbitro: | Deborah Bianchi |

|                              |           |          |
| López 5’ Gómez 88’ Pau 90+1’ | Marcatori | 55’ Reid |

| Arbitro: | Anahí Fernández |

|                                                                                                   |           |                            |
| Ma. Mendy 13’, 16’, 76’ N. Traoré 38’ Joseph 40’ Rambaud 56’, 86’ Effa Effa 60’, 78’ Graziani 83’ | Marcatori | 44’ Beney 63’ Klingenstein |

### Finale
| Arbitro: | Minka Vekkeli |

|                |           |                                      |
| López 79’, 80’ | Marcatori | 64’, 74’ Joseph 78’ (rig.) Ma. Mendy |

## Statistiche

### Classifica marcatrici
5 reti
- Vicky López
- Liana Joseph
- Maeline Mendy (1 rig)

4 reti
- Michelle Agyemang
- Chancelle Effa Effa

3 reti
- Cristina Redondo
- Marisa
- Zuzanna Grzywińska

2 reti
- Iman Beney
- Anja Klingenstein
- Estrella Merino Gonzalez
- Élisa Rambaud
- Naolia Traoré

1 rete
- Leela Egli
- Noemi Ivelj (1 rig.)
- Emanuela Pfister
- Nathalie Widmer
- Delice Boboy
- Laila Portella
- Marina Scholz (1 rig.)
- Melina Walheim
- Ava Baker
- Katie Reid
- Mari Ward
- Alba Cerrato (1 rig.)
- Lorena Cubo
- Ainoa Gómez
- Elena Vázquez
- Pau
- Lou Autin
- Ornella Graziani
- Roksana Jagodzińska
- Wiktoria Kuprowska
- Zuzanna Witek
- Iga Witkowska

Autorete
- Katie Reid (pro Scozia)